# Tokugawa Ieyoshi
Tokugawa Ieyoshi, (徳川 家慶), född den 22 juni 1793 i Edo var den tolfte shogunen i Tokugawa-shongunatet. Han regerade från 1837 till 1853.

## Biografi och historik
Ieyoshi var den näst äldste sonen till den elfte shogunen, Tokugawa Ienari, och utsågs till efterträdare sedan hans äldre broder, Takechiyo, hade dött. Ieyoshis första hustru har prinsessan Takako (1795–1840), som han gifte sig med 1810. De fick en son 1813, Takechiyo, och därefter döttrar 1815 och 1816. Vidare fick Ieyoshi ytterligare 13 söner och 11 döttrar med sina konkubiner. Emellertid var det endast en son som nådde vuxen ålder, Tokugawa Iesada.
Ieyoshi blev shogun den 2 september 1837, sedan fadern trätt tillbaka. Ieyoshi var då 45 år gammal. Ienari fortsatte emellertid att utöva inflytande I bakgrunden och det var inte förrän efter faderns död 1841, som shogunatets ekonomi kunde saneras och resterna efter Ienaris vanstyre kunde rensas ut av Ieyoshi under ledning av rōjūn (ungefär chefsrådgivare) Mizuno Tadakuni. Dennes reformarbete under den nye shogunen kom att bli känt som Tenpō-reformerna. De restriktioner som infördes som led i reformeringen blev rejält impopulära bland befolkningen.
En av reformerna som genomfördes 1843 under namnet Agechi-rei betydde att varje daimyō i omgivningarna av Edo och Ōsaka fick lämna ifrån sig motsvarande mängd landområde i andra delar av landet, vilket medförde en tydlig ökning av Tokugawa-shogunatets kontroll över viktiga landområden. Denna reform blev naturligtvis mycket impopulär bland daimyōs.
I maj 1844 brann Edoslottet och i samband med denna händelse tvingade Tadakuni att avgå och skickades i exil. Nya rōjūs blev Doi Yoshitsura, Abe Masahiro och Tsutsui Masanori. Branden markerar övergången till Kōka –eran.
Under Ieyoshis regeringstid inträffade också jordbävningen i Zenkoji 1847, i dåvarande  Shinano-provinsen, som låg i det som idag är Nagano prefekturen.
USA försökte 1853 tvinga fram ett avtal om handel i Japan. Ieyoshi dog emellertid den 22 juni 1853 innan avtalet kunnat skrivas under, troligtvis av hjärtsvikt, på grund av värmeslag. Han efterträddes av sin tredje son Tokugawa Iesada. Under de följande året tvingades Tokugawa-shogunatet acceptera handelsavtalet, den så kallade Kanagawa-konventionen.
Tokugawa Ieyoshi vilar vid Tokugawafamiljens mausoleum i buddhisttemplet Zōjō-ji i det nutida Tokyo-distriktiet Shiba.

## Perioderna i Ieyoshis shogunat
Shogunernas regeringstid brukar indelas i perioder eller eror (nengō).
- Tenpō        (1830–1844)
- Kōka         (1844–1848)
- Kaei         (1848–1854)